# Václav Kliment Klicpera
Václav Kliment Klicpera (Chlumec nad Cidlinou, 23 novembre 1792 – Praga, 1859) è stato uno scrittore e drammaturgo ceco.
Figlio di una famiglia di estrazione modesta, il padre sarto lo prese come apprendista, fece poi un apprendistato da macellaio concluso il quale, a 14 anni iniziò a frequentare il liceo a Praga, nel 1813 iniziò gli studi alla facoltà di filosofia e dal 1816 studiò medicina interrompendone lo studio due anni dopo.
Nel 1819 divenne insegnante di materie umanistiche a Hradec Králové e sposò l'attrice Anna Klicperová (nata Švamberková) che aveva conosciuto nel gruppo teatrale dilettantistico per il quale scriveva sceneggiature e che diresse dal 1837.
Nel 1846 tornò a Praga per insegnare al liceo, tra i suoi studenti vi furono numerose personalità della successiva vita culturale praghese tra le quali Vítězslav Hálek, Jan Neruda, Josef Václav Frič, Alois Vojtěch Šmilovský e altri.
Le sue celebri commedie, pervase da una colorita comicità (tra cui ricordiamo, ad esempio Adrian z Řimsu), sono raccolte in 4 volumi, pubblicate nei periodi 1820-22 e 1829-31, sotto il titolo Almanacco dei lavori drammatici di V. K. Klicpera.